# 이슬람의 역사
불교의 역사는 불교의 세계의 정치적, 사회적, 경제적, 군사적, 문화적 발전에 관한 것이다. 대부분의 역사가는 이슬람교가 CE 7세기 초에 메카와 메디나에서 기원했다고 믿는다.  무슬림은 이슬람을 아담, 노아, 아브라함, 모세, 다윗, 솔로몬, 예수와 같은 아브라함계 예언자들의 원래 신앙으로 돌아가 하나님의 뜻에 복종(이슬람)하는 것으로 간주한다.
전통적인 설명에 따르면,  이슬람의 예언자 무함마드는 610년에 이슬람교도들이 신성한 계시라고 생각하는 것을 받기 시작했으며, 유일신에 대한 복종, 임박한 최후의 심판에 대한 기대, 가난한 사람들을 돌볼 것을 요구했다. 무함마드의 메시지는 소수의 추종자를 사로잡았고 메카 유명인사들로부터 점점 더 반대를 받았다. 아부 탈리브의 죽음으로 보호를 잃은 지 몇 년 후, 무함마드는 야트리브(지금의 메디나로 알려짐) 시로 이주했다.  서기 632년 무함마드가 죽자 라시둔 칼리프 시대에 누가 그를 이슬람 공동체의 지도자로 계승할 것인지에 대한 의견 불일치가 발생했다.
초기 무슬림 정복을 통해 이슬람이 빠르게 확산되었다. 서기 8세기까지 우마이야 칼리파국은 서쪽의 무슬림 이베리아에서 동쪽의 인더스 강까지 확장되었다. 우마미야 및 아바스 칼리파국(중동, 이후 스페인 및 남부 이탈리아), 파티마 칼리파국, 셀주크 제국, 아이유브 왕조 및 맘루크 술탄국이 통치하는 정치와 같은 정치는 세계에서 가장 영향력 있는 세력 중 하나였다. 고도로 페르시아화된 제국은 기술 및 행정 발전에 크게 기여했다. 이슬람의 황금 시대는 문화와 과학의 많은 중심지를 탄생시켰고 중세 동안 저명한 박식가, 천문학자, 수학자, 의사, 철학자를 배출했다.
13세기 초까지 델리 술탄국은 인도 북부 아대륙을 정복했고, 룸 술탄국과 아르투크 왕조와 같은 투르크 왕조는 11세기와 12세기에 걸쳐 동로마 제국으로부터 아나톨리아의 대부분을 정복했다. 13세기와 14세기에 파괴적인 몽골의 침략과 동쪽으로부터의 티무르 침략은 흑사병으로 인한 인구 감소와 함께 페르시아에서 이집트에 이르는 이슬람 세계의 전통적 중심지를 크게 약화시켰지만 티무르 왕조의 르네상스와 서아프리카의 말리 제국, 남아시아의 벵골 술탄국과 같은 주요 세계 경제 강국의 출현을 목격했다. 시칠리아 토후국과 기타 이탈리아 영토에서 무슬림 무어인을 추방하고 노예화한 후 이슬람 이베리아는 레콩키스타 기간 동안 점차 기독교 세력에 의해 정복되었다. 그럼에도 불구하고 근세에 이슬람 화약 시대의 국가인 오스만 투르크, 무굴 인도, 사파비 이란이 세계 강국으로 부상했다.
19세기와 20세기 초에 대부분의 이슬람 세계는 제국주의 유럽 강대국의 영향력 또는 직접 통제하에 놓였다. 지난 2세기 동안 독립을 쟁취하고 현대 민족 국가를 건설하려는 그들의 노력 중 일부는 팔레스타인, 카슈미르, 신장, 체첸, 중앙 아프리카 와 같은 지역의 분쟁 지역을 부채질할 뿐만 아니라 오늘날까지 계속해서 반향을 일으키고 있다.

## 초기 자료
이슬람 역사의 초기 기간에 대한 연구는 출처가 부족하여 어렵다.  들어, 이슬람의 기원에 대한 가장 중요한 역사학 자료는 알타바리의 작품이다.  알 타바리는 그의 시대와 장소의 기준으로 볼 때 뛰어난 역사가로 여겨지지만, 이슬람교에서 허용되는 것으로 간주되는 주제에 대해 신화적, 전설적, 고정관념, 왜곡 및 논쟁적 표현을 자유롭게 사용했다. 그리고 이슬람의 시작에 대한 그의 설명은 여러 세대에 걸쳐 일어난 사건 이후, 알타바리는 서기 923년에 사망했다. 

## 이슬람의 기원
초기 이슬람은 중동의 고대 후기의 역사적, 사회적, 정치적, 경제적, 종교적 맥락에서 발생했다.  6세기 후반에는 이슬람 이전 아라비아 반도에 정치적 혼란이 있었고 통신 경로는 더 이상 안전하지 않았다. 종교 분열은 위기 상황에서 중요한 역할을 했다. 유대교는 서기 380년경 이후 예멘의 힘야르 왕국의 지배적인 종교가 되었고, 기독교는 페르시아만에 뿌리를 내렸다. 좀 더 '영적인 형태의 종교'에 대한 갈망도 있었고, '종교의 선택은 점점 집단적인 문제가 아닌 개인의 문제가 되었다'. 일부 아랍인들은 외국 신앙으로 개종하는 것을 꺼렸지만, 그러한 아브라함 종교는 "주요 지적, 영적 기준점"을 제공했으며, 아람어 에서 유래한 유대인 및 기독교 외래어가 반도 전역에서 아랍어의 오래된 이교 어휘를 대체하기 시작했다. 외국의 아브라함 종교와 전통적인 아랍 다신교로부터 자신들을 분리시키려는 일신론자 집단인 하니프는 이전의 아라비아 종교를 대체할 새로운 종교 세계관을 찾고 있었다. "그들이 자유롭게 유대인 야훼 및 기독교인 여호와와 동일시했던 모든 것을 포괄하는 신 알라 "에 초점을 맞췄다.  그들의 견해에 따르면, 메카는 원래 족장 아브라함이 설립한 유일한 참 종교라고 생각했던 이 일신교 신앙에 헌정되었다. 
전통적인 기록에 따르면, 이슬람 선지자 무함마드는 서기 570년경 메카 에서 태어났다. 그의 가족은 메카의 주요 부족이자 서부 아라비아를 지배하는 아랍 부족인 쿠라이시족에 속했다. 무정부 상태의 영향에 대응하기 위해 그들은 모든 폭력이 금지되고 여행이 안전한 "성월" 제도를 옹호했다. 메카와 주변 지역에 있는 다신교 카바 신전은 인기 있는 순례지였으며, 이는 도시에 상당한 경제적 영향을 미쳤다.

## 정통 칼리프 시대
서기 632년 무함마드가 죽은 후, 그의 공동체는 칼리프를 리더로 삼았다. 따라서 후속 이슬람 제국은 칼리프국으로 알려졌으며 정통 칼리프 시대에 4명의 칼리프가 초기 이슬람 제국을 통치했다. 이 지도자들은 수니파 이슬람교에서 정통 칼리파로 알려져 있다. 그들은 페르시아, 레반트, 이집트, 북아프리카를 거쳐 전진하는 초기 무슬림 정복의 초기 단계를 감독했다.
이 기간 초기 이슬람의 주요 정치적 발전은 무슬림 사이의 종파적 분열과 정치적 분열이었다. 이는 칼리프의 계승권을 둘러싼 논쟁에 뿌리를 두고 있다. 수니파는 칼리프가 선택권을 갖고 있으며 무함마드 부족인 쿠라이시 아랍 씨족의 모든 무슬림이 칼리프가 될 수 있다고 믿었다. 반면에 시아파는 칼리프의 칭호가 무함마드의 혈통에서 유전되어야 한다고 믿었다.  수니파는 이란과 오만을 제외한 이슬람 세계 대부분의 지역에서 승리를 거두었다.
무함마드가 죽은 후, 그의 가장 가까운 동료 중 한 명인 아부 바크르가 첫 번째 칼리프 ("후계자")로 선택되었다. 칼리프 직위는 종교적 권위의 기운을 유지했지만 예언을 주장하지는 않았다. 많은 아랍 부족 지도자들은 무함마드와 체결한 협정을 아부 바크르까지 확장하는 것을 거부하여 구호금 납부를 중단하고 어떤 경우에는 스스로 선지자라고 주장했다. 아부 바크르는 리다 전쟁으로 알려진 성공적인 군사 작전에서 자신의 권위를 주장했는데, 그 추진력은 비잔틴 제국과 사산 제국의 땅으로 옮겨졌다. 두 번째 칼리프 우마르 이븐 알카타브의 통치가 끝날 무렵, 전투로 단련된 아랍 무슬림 군대는 이제 패배한 반군과 이전 제국 보조군에 의해 증대되어 동부 비잔틴 지방을 침공했다. 사산 왕조가 서부 영토를 잃었다.
우마르 이븐 알카티브는 막 시작된 이슬람 제국의 행정을 개선하고 관개 네트워크 개선을 명령하고 바스라와 같은 도시의 기초를 세우는 역할을 했다. 가난한 사람들과 가까워지기 위해 그는 문도 없는 단순한 진흙 오두막에서 살았고 매일 저녁 거리를 걸었다. 우마르는 어린이를 위한 아동 수당과 노인을 위한 연금을 도입했다. 그는 총독이나 지휘관이 부에 매력을 느끼거나 필요한 행정 기준을 충족하지 못한다고 느꼈을 때 그를 직위에서 해임했다. 아라비아와 레반트 지역에 각각 대기근과 역병이 닥치던 638년에서 639년 사이에 확장이 부분적으로 중단되었으나 우마르의 통치 말기에 이르러 시리아, 이집트, 메소포타미아 및 페르시아의 대부분이 초기 이슬람 세력에 편입되었다.
종교적 소수자 로 살았으며 비잔틴과 사산조와의 전쟁에 자금을 조달하기 위해 무슬림 통치 하에서 지즈야 세금을 납부해야 했던 현지 유대인과 토착 기독교인들은 종종 무슬림이 비잔틴과 페르시아로부터 자신들의 땅을 차지하도록 도왔다. 결과적으로 매우 빠른 정복이 이루어졌다. 새로운 지역이 정복됨에 따라 그들은 성장하는 이슬람 제국의 다른 지역과의 자유 무역의 혜택도 누렸다. 상업을 장려하기 위해 무역보다는 부에 세금이 적용되었다. 무슬림들은 가난한 사람들의 이익을 위해 그들의 부에 대해 자카트를 지불했다. 이슬람 예언자 무함마드 이후 유대인과 기독교인들은 계속해서 자신들의 법을 사용하고 자신들의 판사를 두었다.
초기 무슬림 군대는 도시에서 멀리 떨어진 야영지에 머물렀다. 우마르는 그들이 부와 사치에 매력을 느끼고, 신에 대한 숭배에서 멀어지고, 부를 축적하고 왕조를 세울 것을 두려워했기 때문이다.
우마르가 서기 644년에 암살되었을 때, 무함마드의 사촌이자 두 차례 사위였던 우스만 이븐 아판이 세 번째 칼리프가 되었다. 아랍어는 모음 없이 쓰여지기 때문에 다양한 아랍어 방언과 다른 언어를 사용하는 사람들은 텍스트의 의미를 바꿀 수 있는 발음 변화를 사용하여 꾸란을 낭송했다. 이 사실을 알게 된 우스만은 꾸란의 표준 사본을 준비하라고 명령했다. 그의 통치 기간에 시작된 꾸란 편찬은 서기 650년에서 656년 사이에 완료되었으며, 그 사본은 확장 중인 이슬람 제국의 여러 중심지로 보내졌다. 무함마드가 죽은 후, 아랍인 사이의 오래된 부족 간의 차이가 다시 표면화되기 시작했다. 로마-페르시아 전쟁 과 비잔틴-사산 왕조 전쟁 이후 이라크 (이전 사산 제국 아래)와 시리아 (이전 비잔틴 제국 아래) 사이에도 뿌리 깊은 차이가 존재했다. 각자는 새로 설립된 이슬람 제국의 수도가 자신의 지역에 있기를 원했다.
우스만이 매우 늙자 마르완 1세는 그의 비서가 되었고 천천히 더 많은 통제권을 갖게 되었다. 우스만이 CE 656년에 암살되었을 때, 무함마드의 사촌이자 사위인 알리 이븐 아비 탈리브가 칼리프의 자리를 차지하고 수도를 이라크의 쿠파로 옮겼다. 시리아 총독 무아위야 1세와 마르완 1세는 범인의 체포를 요구했다. 마르완 1세는 모든 사람을 조종하고 갈등을 일으켰고, 이로 인해 이슬람 내전이 발생했다. 알리는 서기 661년에 카리지파에 의해 암살되었다. 6개월 후, 알리의 맏아들 하산은 평화를 위해 무아위야 1세와 평화 조약을 맺었다. 국민에게 공정하고 사후에 왕조를 세우지 않겠다는 조건으로 무아위야 1세에게 권력을 넘겨주었다. 무아위야 1세는 이후 협정 조건을 어기고 다마스쿠스에 수도를 둔 우마이야 왕조를 세웠다. 당시 무함마드의 유일한 생존 손자인 후세인 이븐 알리는 우마이야 왕조에 대한 충성 맹세를 거부했다. 그는 같은 해 카르발라 전투에서 사망했는데, 이 사건은 아슈라에 시아파 무슬림이 여전히 애도하는 사건이었다. 정치적 불안이 계속되었지만, 무아위야 1세 치하에서 이슬람 통치는 로도스, 크레타, 카불, 부하라, 사마르칸트 까지 확대되었고, 북아프리카 까지 확대되었다. 664년에 아랍 무슬림 군대는 카불을 정복했고, 665년에는 마그레브까지 더 진격했다.

## 우마이야 칼리프 왕조
왕조가 성장함에 따라 정부 지출도 증가했다. 또한 무슬림과 비무슬림 가난한 사람, 궁핍한 사람, 노인, 고아, 과부 및 장애인을 지원하기 위한 복지 국가 비용이 증가했다. 우마이야 왕조는 새로운 개종자에게 계속해서 여론 조사 비용을 지불하도록 요청했다. 부와 사치를 지닌 우마이야 왕조의 통치는 무함마드가 설교한 이슬람 메시지와도 상충되는 것처럼 보였다. 이 모든 것이 불만을 증가시켰다. 무함마드의 삼촌인 압바스 이븐 압드 알 무탈리브 압바스 이븐 압둘 무탈립의 후손들은 불만을 품은 마왈리, 가난한 아랍인, 일부 시아파를 모아 우마야드에 맞서고 아부 무슬림 장군의 도움으로 그들을 전복시켜 750년에 아바스 왕조를 세웠고, 수도를 바그다드로 하였다. 우마이야 가문의 한 지부는 북아프리카를 가로질러 코르도바 칼리프국을 세웠다.
무아위야는 다마스커스를 아름답게 하고 콘스탄티노플과 맞먹는 궁정을 개발했다. 그는 제국의 국경을 확장하여 한때 콘스탄티노플의 가장자리에 도달했지만 비잔틴 제국이 그를 뒤로 몰아냈고 아나톨리아의 어떤 영토도 차지할 수 없었다. 수니파 무슬림들은 그를 내전 후 무정부 상태에서 막 시작된 무슬림 국가를 구한 공로를 인정한다. 그러나 시아파 무슬림들은 그가 전쟁을 선동하고, 움마를 분열시켜 무슬림 국가를 약화시키고, 자기 확장을 위한 이단을 조작하고 선지자의 가족을 비방하고 심지어 그의 무슬림 비평가들을 비잔틴 제국에 노예로 팔았다고 비난한다.
무아위야 2세 치하의 기간은 내전으로 특징지어진다. 이것은 교육을 잘 받고 유능한 통치자인 압드 알말릭 이븐 마리완의 통치를 완화할 것이다. 그의 통치를 방해하는 많은 정치적 문제에도 불구하고 모든 중요한 기록은 아랍어로 번역되었다. 그의 통치 기간 동안 이슬람 세계를 위한 화폐가 주조되었다. 692년 유스티니아노스 2세가 이끄는 비잔틴 제국과의 전투가 벌어졌다. 그 후 이슬람 화폐는 이슬람 세계의 독점 화폐가 되었다.
알 왈리드 1세는 이슬람 정복의 다음 단계를 시작했다. 그의 치하에서 초기 이슬람 제국은 가장 멀리까지 확장되었다. 그는 비잔틴 제국으로부터 이집트 일부를 재정복하고 카르타고를 거쳐 북아프리카 서부로 진출했다. 타리크 이븐 지야드 휘하의 무슬림 군대는 지브롤터 해협을 건너 북아프리카 베르베르 군대를 이용해 이베리아 반도를 정복하기 시작했다. 이베리아 반도의 서고트인은 우마이야 왕조가 리스본을 정복했을 때 패배했다.
마르완 2세는 744년부터 750년에 사망할 때까지 통치했다. 그는 다마스쿠스에서 통치한 마지막 우마이야 왕조의 통치자였다. 이란과 이라크에서는 반우마이야드 정서가 매우 만연했다. 칼리프로서 마르완의 통치 기간은 거의 전적으로 우마이야 제국을 하나로 유지하려는 노력에 전념했다. 그의 죽음은 동부의 우마이야 왕조의 종말을 알리는 신호였으며, 이어 아바스 왕조에 의한 우마이야 왕조의 학살이 이어졌다. 이베리아 반도로 탈출하여 그곳에서 왕조를 세운 재능 있는 왕자 아브드 알라흐만을 제외하고는 우마이야 왕조 전체가 거의 살해당했다.

## 같이 보기
- 이슬람 민주주의
- 이슬람 미술
- 이슬람 세계의 과학
- 이슬람 문화
- 이슬람 철학
- 이슬람주의
- 정치철학